# 야율적로
야율적로(耶律敵魯, ? ~ ?)는 요나라의 관료이며, 자는 살부완(撒不碗)이다. 선조는 오원(五院) 출신이다.

## 생애
환자를 진찰하지 않아도 안색을 살피는 것만으로 병의 원인을 파악할 정도로 의학에 정통했으며, 983년 대승상(大丞相) 한덕양(韓德讓)의 추천을 받아 절도사(節度使)가 되었다. 
한 번은 추밀사(樞密使) 야율사진(耶律斜軫)의 아내가 몇 차례 의사를 바꾸고도 병을 치료할 수 없었는데, 야율적로가 진찰하기를
| “ | 가슴에 열이 차서 약이 듣지 않으므로 병을 치료할 수 없는 것이다. 눈이 침침하고 귀가 어두운 원인은 그녀의 몸속에서 커다란 소리가 그녀를 미치게 하기 때문이며, 그것을 쫒아내버리면 치료될 것이다. | ” |

라고 하였다. 그리고 그녀의 앞에서 큰 소리로 징과 북을 치게 했는데, 다음 날 그녀는 큰 소리로 욕설을 퍼붓더니 이내 기력이 다하고 병이 나았다. 이외에 다른 사람들이 이해하기 어려운 여러 치료법을 사용해 병을 고쳤으며, 여든 살에 세상을 떠났다.